# Ovis canadensis californiana
Sous-espèce
Statut de conservation UICN

 EN  : En danger
Le mouflon de la Sierra Nevada (Ovis canadensis californiana) est une sous-espèce de mouflon canadien qui vit dans les montagnes de l’ouest de l’Amérique du Nord. On recensait moins de 100 individus en 1995 dans la Sierra Nevada et 250 en 2002. Cet animal vit entre 1450 et 4 000 mètres d’altitude selon la saison.